# Bahía Prudhoe
La bahía Prudhoe (del inglés: Prudhoe Bay) es una pequeña ensenada del mar de Beaufort, localizada al norte de Alaska, Estados Unidos. Ha sido el centro de las actividades de perforaciones petrolíferas desde el descubrimiento en 1968, de enormes depósitos de petróleo sobre el Talud Norte de Alaska.
El oleoducto Trans-Alaska vincula el área con Valdez, en el Prince William Sound.
El 2 de marzo de 2006 se detectó una gran mancha de crudo, producto de una rotura en uno de los oleoductos que conducen el petróleo desde las zonas de extracción y que pasan por la bahía Prudhoe, en la región de North Slope. En total, fuentes del departamento de Desarrollo Ambiental de Alaska informaron de que el derrame alcanzó el millón de litros de petróleo, lo que lo convierte en el mayor escape de crudo en esta zona. La mancha cubrió alrededor de una hectárea de la tundra.
- Datos: Q1604978
- Multimedia: Prudhoe Bay, Alaska / Q1604978